# 紀元前679年
紀元前679年（きげんぜん679ねん）は、西暦（ローマ暦）による年。紀元前1世紀の共和政ローマ末期以降の古代ローマにおいては、ローマ建国紀元75年として知られていた。紀年法として西暦（キリスト紀元）がヨーロッパで広く普及した中世時代初期以降、この年は紀元前679年と表記されるのが一般的となった。

## 他の紀年法
- 干支 : 壬寅
- 中国
  - 周 - 釐王3年
  - 魯 - 荘公15年
  - 斉 - 桓公7年
  - 晋 - 晋侯緡28年
  - 秦 - 武公19年
  - 楚 - 文王11年
  - 宋 - 桓公3年
  - 衛 - 恵公21年
  - 陳 - 宣公14年
  - 蔡 - 哀侯16年
  - 曹 - 荘公23年
  - 鄭 - 厲公元年
  - 燕 - 荘公12年
- 朝鮮
  - 檀紀1655年
- ユダヤ暦 : 3082年 - 3083年

## できごと

### 中国
- 斉の桓公・宋の桓公・陳の宣公・衛の恵公・鄭の厲公が鄄で会合した。
- 斉・宋・邾の連合軍が郳を攻撃した。
- 鄭軍が宋に侵入した。

## 死去
- 晋侯緡